# Veronica Electronica
Veronica Electronica – trzeci remix album amerykańskiej piosenkarki Madonny, wydany 25 lipca 2025 nakładem wydawnictw Rhino i Warner. Zawiera głównie remiksy utworów z jej siódmego albumu studyjnego, Ray of Light (1998).

## Historia
Album Veronica Electronica z remiksami utworów z Ray of Light był planowany w 1998, jednak nie został wydany, ponieważ priorytet otrzymały kolejne promującego go single.
16 sierpnia 2021 Madonna i Warner Records ogłosili nawiązanie współpracy, obejmującej wznowienia jej starszych albumów z katalogu wytwórni. 5 czerwca 2025 zapowiedzieli wydanie albumu Veronica Electronica na płycie gramofonowej i w dystrybucji cyfrowej, ponadto podali jego datę premiery i listę utworów. Album będzie zawierał siedem zmodyfikowanych współcześnie remiksów, a także wersję demo niewydanej dotychczas piosenki „Gone Gone Gone”, nagranej podczas prac nad Ray of Light. Również 5 czerwca 2025 w dystrybucji cyfrowej ukazał się singel promocyjny „Skin” w wersji The Collaboration Remix Edit. 11 lipca 2025 został wydany drugi singel promocyjny, wersja demo „Gone Gone Gone”.

## Lista utworów
Opracowano na podstawie danych w serwisie Apple Music.
| Nr | Tytuł utworu                                                                 | Autorzy                                                           | Producenci                        | Twórcy remiksu    | Długość |
| -- | ---------------------------------------------------------------------------- | ----------------------------------------------------------------- | --------------------------------- | ----------------- | ------- |
| 1. | „Drowned World/Substitute for Love” (BT & Sasha’s Bucklodge Ashram New Edit) | Madonna · William Orbit · Rod McKuen · Anita Kerr · David Collins | Madonna · Orbit                   | BT · Sasha        | 5:21    |
| 2. | „Ray of Light” (Sasha Twilo Mix Edit)                                        | Madonna · Orbit · Clive Maldoon · Dave Curtiss · Christine Leach  | Madonna · Orbit                   | Sasha             | 5:42    |
| 3. | „Skin” (The Collaboration Remix Edit)                                        | Madonna · Patrick Leonard                                         | Madonna · Orbit · Marius de Vries | The Collaboration | 5:19    |
| 4. | „Nothing Really Matters” (Club 69 Speed Mix Meets the Dub)                   | Madonna · Leonard                                                 | Madonna · Orbit · Vries           | Club 69           | 5:14    |
| 5. | „Sky Fits Heaven” (Victor Calderone Future New Edit)                         | Madonna · Leonard                                                 | Madonna · Orbit · Leonard         | Victor Calderone  | 5:20    |
| 6. | „Frozen” (Widescreen Mix and Drums)                                          | Madonna · Leonard                                                 | Madonna · Orbit · Leonard         | Orbit             | 5:18    |
| 7. | „The Power of Good-Bye” (Fabien's Good God Mix Edit)                         | Madonna · Rick Nowels                                             | Madonna · Orbit · Leonard         | Fabien Waltmann   | 5:23    |
| 8. | „Gone Gone Gone” (demo)                                                      | Madonna · Nowels                                                  | Madonna · Nowels                  |                   | 4:39    |
|    |                                                                              |                                                                   |                                   |                   | 42:16   |

## Pozycje na listach sprzedaży
| Terytorium        | Notowanie                | Najwyższa pozycja | Źr.    |
| ----------------- | ------------------------ | ----------------- | ------ |
| Australia         | Top 50 Albums            | 36                | [ 13 ] |
| Austria           | Ö3 Austria Top 40        | 39                | [ 14 ] |
| Belgia (Flandria) | Ultratop 200 Albums      | 8                 | [ 15 ] |
| Belgia (Walonia)  | Ultratop 200 Albums      | 28                | [ 16 ] |
| Chorwacja         | Lista prodaje            | 14                | [ 17 ] |
| Francja           | Top Albums               | 44                | [ 18 ] |
| Holandia          | Album Top 100            | 20                | [ 19 ] |
| Hiszpania         | Top 100 Álbumes          | 24                | [ 20 ] |
| Japonia           | Oricon Digtal Albums     | 47                | [ 21 ] |
| Niemcy            | Albumcharts              | 12                | [ 22 ] |
| Polska            | OLiS                     | 84                | [ 23 ] |
| Polska            | OLiS – albumy fizycznie  | 13                | [ 24 ] |
| Polska            | OLiS – albumy – winyle   | 4                 | [ 25 ] |
| Stany Zjednoczone | Top Current Album Sales  | 37                | [ 26 ] |
| Stany Zjednoczone | Top Dance Albums         | 25                | [ 27 ] |
| Szkocja           | Scottish Albums Chart    | 7                 | [ 28 ] |
| Szwajcaria        | Alben Top 100            | 10                | [ 29 ] |
| Węgry             | Album Top 40 slágerlista | 10                | [ 30 ] |
| Wielka Brytania   | UK Albums Chart          | 23                | [ 31 ] |
| Wielka Brytania   | Dance Albums             | 1                 | [ 32 ] |
| Włochy            | Classifica FIMI Album    | 20                | [ 33 ] |